# Bortnikovite
La bortnikovite è un minerale rinvenuto presso il giacimento di Kondër, in Russia, situato nel distretto di Ayan-Maya, territorio di Chabarovsk (nel circondario federale dell'Estremo Oriente). Il nome del minerale, descritto nel 2007, è stato attribuito in onore del mineralogista russo Nikolai Stefanovich Bortnikov.

## Morfologia
La bortnikovite è stata scoperta sotto forma di anelli di 50-150μm su granuli di isoferroplatino più grandi nettamente separati da esso.

## Origine e giacitura
La bortnikovite è stata trovata in un giacimento di minerali di metalli del gruppo del platino in un giacimento alluvionale formato dal massiccio ultramafico alcalino di Kondër dove la dunite contiene vari minerali di metalli del gruppo del platino. La bortnikovite è associata con isoferroplatino, titanite, perovskite, magnetite ricca di vanadio, bornite e clorite.